# 福州公交集团
福州公共交通集团是福州市的公共交通运营公司之一，为福州市政府全资拥有国有独资企业，业务以公共汽车运营、管理为主。福州公交集团的巴士主要运营在福州城区和闽侯县。

## 沿革
1952年1月1日年福州公交集团前身福州市公共交通公司成立，初期仅21辆汽车、两条线路，职工210人。
公司在1958年后曾多次变更公司名称：
- 文化大革命期间1968年1月21日公司名称变更为福州市人民汽车公司。
- 1970年7月16日，公司军事化，与货运企业福州市运输公司合并，编为福建省汽车第九团。
- 1973年7月26日，省汽车第九团一分为二，公司恢复原名。

1983年9月29日，公司无轨电车系统开通，使福州成为中国大陆第26个拥有无轨电车的城市，首条线路51路为台江影院到福州火车站，用以替代原福州2路公共汽车，全长7.6公里，票价2元。
2001年，51无轨电车停运，并由天兴车队接手改为柴油车运营。
2004年7月，经福州市政府批准，福州市公共交通总公司进行体制改革，改制为福州市公共交通集团有限责任公司，由市政府所属的福州市国有资产监督管理委员会全资控股。
2013年，福州市政府对市属国有企业进行重组调整，福州公交集团被并入福州交通建设投资集团有限公司内，由其全资控股。

## 运营

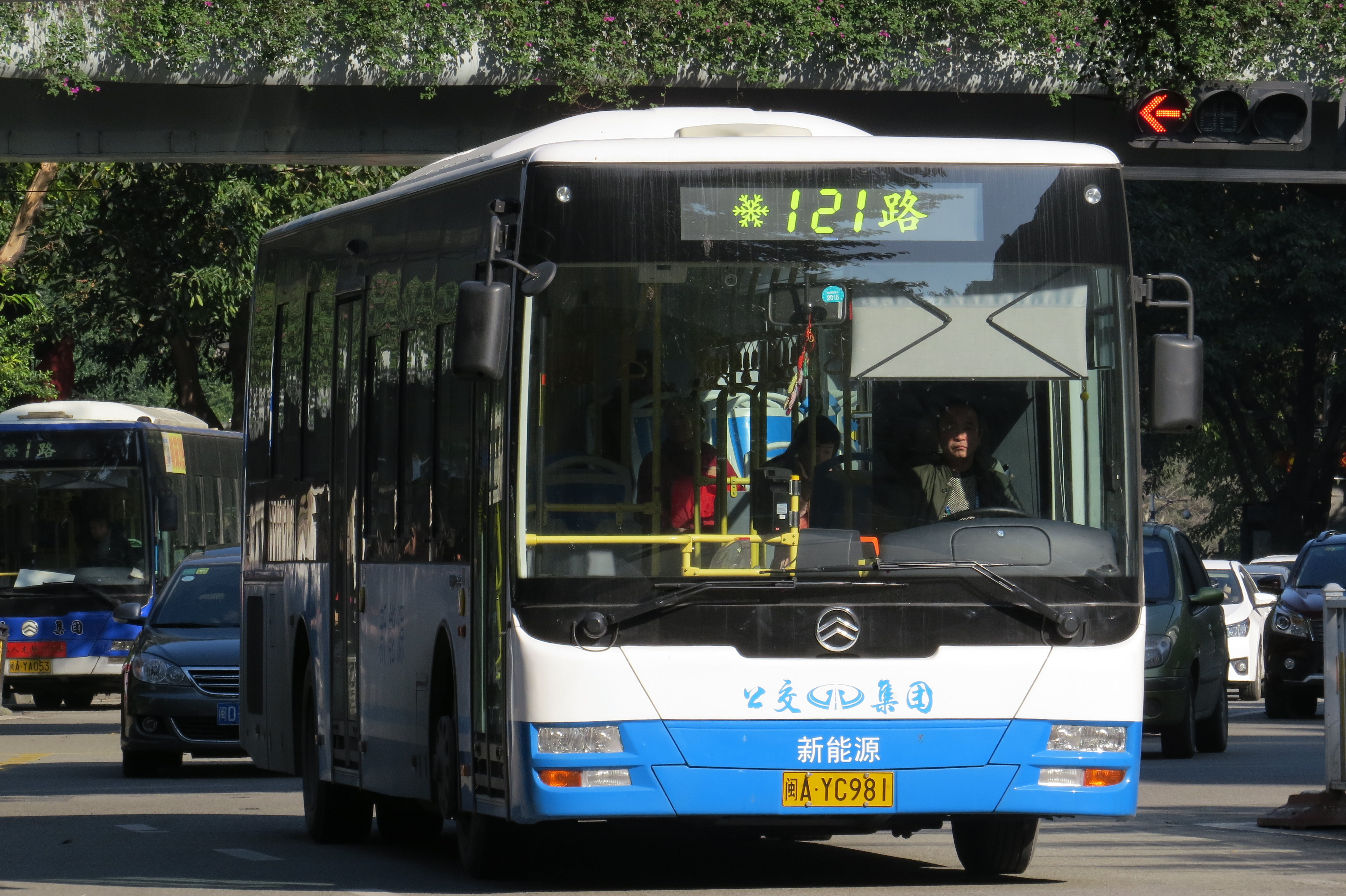
福州公交121路

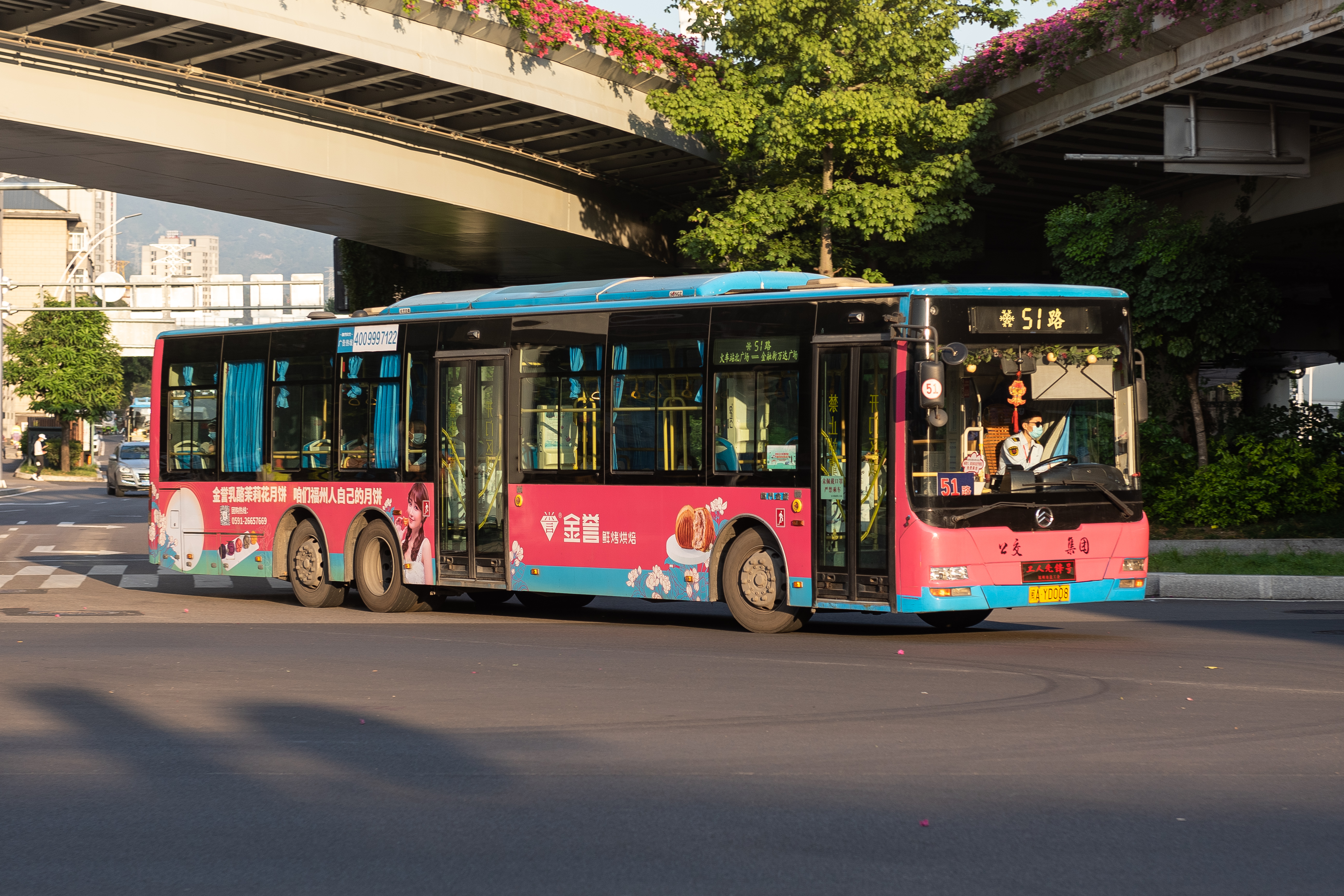
福州公交51路使用的金旅XML6145J98C型三轴城市客车

集团所属的公交线路运营分由下属子公司分别运营，覆盖6个市辖区、1个县。
- 福州公交集团一公司 (5个车队)

一车队：1、17、28、101、161、K2、501；二车队（营达车队）：8、22、105、106、107、108、200；三车队：12、15、23、50、60、63、71、81、88、98、156、193；四车队：21、30、31、35、57、57区间、67、83、90、103、136、149、155、199、夜班1号线（原201路夜班车）；五车队：7、14、112、113、115、162、502、海峡建材城专线。
- 福州公交集团二公司 (4个车队)

一车队：2、10、20、46、121、127、152、K1；二车队：5、51、55、69、75、100、133、159、177、夜班2号线（原202路夜班车）、K3；三车队：54、62、72、84、87、99、102、117、132、160；四车队：52、65、68、76、78、93、145、153、527。
- 福州公交集团三公司 (5个车队)

一车队：11、49、53、80、86、118、130、147、158、203；二车队：16、26、74、77、82、85、138、157、176、509；三车队：61、64、66、70、92、96、97、175、538、地铁接驳6号专线、地铁接驳7号专线；四车队：42、43、45、47、79、91、111、143、536、芝山部队定时班车；五车队：39、41、48、89、95、123、150、151、172、173、537。
- 福州市公共交通集团马尾惠民巴士有限责任公司

36、37、40、56、58、59、73、116、131、137、139快线、140、178、179、180、201、521、522、523、525、526、529、530、532、闽白、马尾琅岐码头专线1、马尾琅岐码头专线2、观光巴士。
- 福州市公共交通集团闽侯惠民巴士有限公司

33、38、38路区间、185快线、189快线、511、517、518、闽侯601、闽侯602、603、603支、605、606、607。
截至2018年1月，不论运营形式、区域，以上公司共运营有公交线路199条。
另有开设福州公交出租汽车有限责任公司进行出租车运营和福州公交驾校对外招生培训汽车驾驶员。

## 营运线路
以下为福州公交集团营运的全部线路（带△的为停运线路）：
1（白湖亭 - 西门）；
2[原亚细亚专线]（火车站北广场 - 东部办公区）；
△2支（南门 - 火车站）；
5（火车站北广场 - 金山公交总站）；
7（福大学生广场 - 廨院公交总站）；
8（软件园 - 白湖亭）；
10[原西二环专线]（火车站北广场 - 鳌峰洲公交总站）；
11（公交鹤林站 - 海峡奥体公交枢纽站）；
12（仓山科技园（福田公司）- 尤溪洲西公交站）；
14[原14支]（华威新能源公交站 - 文山里（软件园））；
△14支（台江广场 - 洪山西客站）；
15[原14]（公交鳌峰洲站 - 福建行政学院）；
16[原王庄专线]（鳌峰洲公交总站 - 洪山梁厝路）；
17（白湖亭 - 埔党路口）；
△917（白湖亭 - 火车站）；
20[由2支与师大附中班车合并]（火车站北广场 - 福建警察学院）；
△师大附中班车[原27中班车]（火车站 - 27中）；
20路夜间加班车（火车站 - 公交仁德站）；
21[原4支]（白湖亭 - 池乾）；
22[原农大专线<原5支>]（火车站北广场 - 福建行政学院）；
23[原975]（世欧广场 - 福能总医院（三博脑科））；
△24（茶亭公园- 盘屿）；
26[原157支]（白湖亭 - 公交大学城总站）；
△26[现K3] (金山冬馨苑-火车站) ;
28[原东二环专线]（白湖亭 - 康城小区（索高广场））；
30[原祥谦班车]（台江广场 - 尚干）；
△30大义专线（台江广场 - 大义（后街村））；
31[原30青口专线]（台江广场 - 青口公交总站）；
32（金山公交总站 - 闽侯甘蔗公交总站）；
33（公交仁德站 - 白沙）；
△34[原日溪线]（茶亭公园 - 日溪）；
35[原135支]（白湖亭 - 江滨新洲）;
△35 (茶亭公园 - 宦溪乡)
36[原亭江线]（廨院公交总站 - 青芝山风景区（秦川））；
37[原马江线]（尤溪洲西公交站- 马尾青洲公交总站）；
△37区间线（儿童公园路 - 马尾名成水产）；
38[原甘蔗线]（公交仁德站 - 闽侯青岐公交总站）；
△38区间[原38快线]（闽侯甘蔗公交总站 - 洪山桥）；
39[由39路、39路两院专线合并]（沙堤 - 鳌峰大桥）；
△39路两院专线（台江步行街 - 闽江学院）；
40（公交仁德站 - 云龙礼堂）（琅岐）；
41[原39路学区专线]（闽江学院北门 - 公交仁德站）；
△41路闽江学院北门线（台江步行街 - 闽江学院北门）；
△41路庄南村线（台江步行街 - 博仕后缘墅（庄南村））；
△41路夜间加班车线（金山公交总站- 闽江学院北门）；
△41路周末区间车（宝龙·城市广场 - 闽江学院北门）；
42[原978]（白湖亭 - 金山金桔站）；
43（师大仓山校区 - 师大旗山校区东门）；
45（利嘉自贸区 - 金牛山公园）；
46[原916]（教院二附中 - 机务段）；
47（金山公交总站 - 鳌峰大桥）；
△47路火车南站专线（金山公交总站 - 火车南站）；
48（公交大学城总站 - 闽江学院北门）；
49（文山里 - 福州温泉博物馆）；
49区间（文山里 - 省军区）；
49路直达D区公交专线（软件园D区 - 省军区）；
50（尤溪洲西公交站站 - 义序机场）；
51[原2]（火车站北广场 - 金融街万达广场）；
51路夜间加班车（火车站北广场- 台江步行街）；
△51路春运期间临时加班车（居住主题公园- 台江）；
△51双巴（火车站 - 江滨）；
△951（台江影院（江三） - 火车站）；
52[原51双巴]（山北公交首末站 - 公交苍霞站）；
53（西山部队- 福州温泉博物馆）；
54[原945]（公交仁德站- 森林公园）；
55[原5支]（火车站北广场 - 福建中医药大学首末站）；
△55区间（洪山桥 - 福建中医药大学首末站）；
56（快安公交站 - 东山新苑公交站）；
57[原969]（华威新能源公交站 - 濂江村）；
57路区间（连坂村-连坂村）；
△979[原969支]（白湖亭 - 下洋）；
58（公交集团亚峰停车场 - 马尾水岸君山）；
59（快安公交站 - 公交仁德站）；
60（岳峰南路 - 省交通学院南区）；
61[原961]（福大学生广场 - 牛岗山公园）；
62（动物园 - 公交仁德站）；
63[原976]（福新公交枢纽站 - 鼓岭柳杉王公园）；
64[原941<原961支>]（福大东门 - 登云社区）；
65（后山村 - 金牛山公园）；
66[原946]（首山 - 文山里（软件园））；
67（华威新能源公交站 - 海峡文化艺术中心）；
68[原966]（福建工程学院 - 省人才公寓（加班车至华塑二厂））；
69[原949]（火车站北广场 - 福新公交枢纽站）；
70[原960]（福大东门 - 远东丽景公交站）；
71[原959]（鳌峰洲公交总站 - 福新公交枢纽站）；
72（森林公园 - 公交鹤林站）；
73[原937,由73、73快线合并]（公交仁德站 - 马尾中钢）；
73保税区线（公交仁德站 - 福州保税区）；
△73区间线（下院 - 马尾中钢）；
△73快线（公交仁德站 - 福州保税区）；
“两马航线”定时班车（公交仁德站 - 福州港客运站）；
74[原971]（鳌峰洲公交总站 - 江厝湖前兰庭）；
75[原905]（火车站北广场 - 农林大学）；
76[原908]（东升小区 - 东坑（五凤兰庭））；
77[原967]（福建行政学院- 仓山科技园（浦下村委会））；
△967支[行政学院专线]（省直湖前小区 - 福建行政学院）；
78[原968]（福兴投资区 - 动物园）；
79[原953]（金山浦上公交枢纽站 - 公交鹤林站）；
80[原958]（园中村 - 文山里（软件园））；
81[原950]（公交福湾站 - 世欧广场）；
82[原942]（江口 - 公交苍霞站）；
83[由83路、83火车南站专线合并，原943]（火车南站 - 公交仁德站）；
△83火车南站专线（火车南站 - 公交仁德站）；
84[三山陵园专线,原906]（森林公园南门 - 三山陵园）；
85[原965]（白湖亭 - 福建行政学院）；
86[原956]（梁厝大富山 - 园中村）；
87[原947<原945支>]（森林公园南门 -福建警察学院）；
88[原948]（鳌峰洲公交总站 - 左海公园西门）；
89（公交仁德站 -华南女子学院）；
90[原970]（艳莲 - 火车南站）；
91[原701]（动物园 - 金山金桔站）；
92[原962]（尤溪洲西公交站 - 福兴投资区）；
93[原973]（尤溪洲西公交站 - 福建工程学院）；
95（金山公交总站- 公交大学城西停车场）；
96[原606]（大学城福大新区停车场 - 福大东门）；
97[原957]（金山公交总站- 鳌峰洲公交总站）；
98（福大学生广场 - 利嘉自贸区）；
99（祥坂公交站 - 高速物流园）；
100[原810]（火车站北广场 -金山浦上公交枢纽站）；
△100路临时延伸线（火车站北广场 - 金山工业区钟楼）；
101[原801]（白湖亭 - 梅亭部队）；
102[原802]（鳌峰洲公交总站 - 动物园）；
△102周末、节假日期间森林公园线（融侨东区 - 森林公园）；
103[原803]（东部办公区 - 金牛山公园）；
△803支（南门 - 峡南）；
△803专线（峡北 - 峡南）；
105[原805]（港头 - 软件园(大门)）；
106[原702]（火车站北广场 - 省交通学院南区）；
△702支（金鸡山公园 - 金山生活区）；
107[原807]（省军区- 鼓山苑）；
108[原808]（赤星村委会 - 廨院公交总站）；
111[原811]（满洋新秀 - 金山公交总站）；
112[原812]（洪山梁厝路 - 廨院公交总站）；
113[原813]（洪山梁厝路 - 白湖亭）；
△113海峡建材城线（白湖亭 - 海峡建材城）；
115[原815]（廨院公交总站 - 上渡建材市场）；
116（马尾青洲公交总站 - 长安工业区凌力集团）；
117[原817]（金山浦上公交枢纽站 - 动物园）；
118[原818]（公交鹤林站 - 金山公交总站）；
121[原821]（火车站北广场 - 金山公交总站）；
123[原723]（大学城福建工程学院 - 福大东门）；
127[原汤斜专线]（火车站北广场 - 汤斜工业区）；
130（公交鹤林站 - 福大学生广场）；
131[原931]（鳌峰洲公交总站 - 快安公交站）；
132（福州东南眼科医院金山新院 - 警森苑）；
133（火车站北广场 - 金山公交总站）；
△135（白湖亭 - 峡南）；
136（公交仁德站- 公交海峡国际会展中心西站）；
137（白湖亭 - 马尾青洲公交总站）；
138（南通客运站 - 尤溪洲西公交站）；
△139（马尾名成水产 - 金融街万达广场）；
139快线[原139]（马尾青洲公交总站 - 金山公交总站）；
140（马尾青洲公交总站- 火车南站）；
143[原513]（五四路口（东侧） - 省立医院南院）；
145[原525]（省直湖前小区 - 屏西新村北门）；
147[原507]（金山公交总站 - 海峡奥体公交枢纽站）；
△[原21南方建材市场专线（21支）] （白湖亭 - 南方建材市场）；
149[原30支] (台江广场-海峡汽车文化广场);
150（福建农林大学旗山校区 - 尤溪洲西公交站）；
151（公交大学城总站 - 两园兆元）；
152（公交福湾站 - 左海公园西门）；
153（后山村 - 金融街万达广场）；
155（火车南站 -海峡汽车文化广场）；
156（海峡奥体公交枢纽站 - 白湖亭）；
157（大学城福建工程学院 - 东升小区）；
158（金山金桔站 - 文山里（软件园））；
159（火车站北广场 - 尤溪洲西公交站）；
160（火车站南广场 - 动物园）；
161（福新公交枢纽站 - 火车南站）；
162（廨院公交总站 - 鹭岭公交总站）；
172（福州高新区海西园 -左海公园西门）；
173（福州高新区海西园 - 世欧广场）；
175（公交海峡国际会展中心西站 - 金山浦上公交枢纽站）；
176（公交大学城总站 - 火车南站）；
177（福州温泉博物馆 - 公交海峡国际会展中心西站）；
178（火车站北广场 - 马尾青洲公交总站）；
179（公交仁德站 - 海峡颐乐园）；
180[又名116支]（马尾青洲公交总站 - 琅岐红旗环岛客运站）；
185快线（火车站北广场 - 闽侯甘蔗公交总站）；
189快线（闽侯甘蔗公交总站 - 金山浦上公交枢纽站）；
193（火车站北广场 - 鼓岭柳杉王公园）；
200（金山金桔站 - 省军区）；
201（廨院公交总站 - 马尾琅岐码头）；
203（省军区 - 软件园E区）；
206快线（鳌峰洲公交总站 - 海峡冻品批发市场）；
△206（公交仁德站 - 青芝山风景区）；
207（火车站北广场西侧 - 省委党校新校区）；
208[原38区间]（金牛山公园 - 闽侯青岐公交总站）；
209（公交集团亚峰停车场 - 燎原路水岸路口）；
210[东南汽车城专线]（地铁葫芦阵（东侧）/新后坂停车场 - 青口后福公交总站（福州肉燕博物馆））；
211[原泉头临时公交专线]（地铁象峰站 - 泉头路西（南侧））；
212快线[芝山专线,原芝山部队定时班车]（海峡奥体公交枢纽站 - 芝山）；
△溪下部队专线[原荆溪新城专线][现538]（金牛山公园 - 溪下部队）；
△芝山部队定时班车[招手即停]（金山公交总站- 芝山部队）；
白眉专线（白眉礼堂- 福建对外经贸学院）；
海峡建材城专线（海峡建材城 - 海峡建材城）；
马尾琅岐码头专线1（马尾琅岐码头 - 廨院公交总站）；
马尾琅岐码头专线2（马尾琅岐码头 - 马尾青洲公交总站）；
△727[原6支]（埔前顶路 - 丰泉环保集团）；
△925（江三路 - 吴山村）；
△925支（江三路 - 盘屿）；
△977（南门 -鼓山）；
△987（西门 - 福州展览城）；
△高宅专线（南门 - 高宅街）；
△专线车（民航广场 - 国际机场）；
△马尾环线（罗星塔 - 罗星塔）；
△交通路临时班车（公交集团公司 - 公交集团公司）；
△森林公园东门至动物园接驳专线（森林公园东门 - 动物园）；
△高新园环线（公交大学城总站- 公交大学城总站）；
精品示范线：
[2008年12月31日，K1最先开辟。K2原由17路改造而成，而后又从17路剥离；K3由26路改造而成，原大站快线运行，而后沿线站点全部停靠。]
K1（火车站北广场 - 鹭岭公交总站）；
K2[原17]（火车站北广场 - 火车南站）；
K3[原26]（火车站北广场 - 金山金桔站）；
夜班线：
[2008年9月19日，201、202最先开辟。]
夜班1号线[原201路夜班车]（软件园（大门） - 白湖亭）；
夜班2号线[原202路夜班车]（火车站北广场 - 金山浦上公交枢纽站）；
观光旅游线：
[2012年8月1日，观光1号线最先开辟。]
观光1号线（尤溪洲西公交站 - 马尾青洲公交总站）；
△观光2号线[原“三坊七巷--马尾船政”线]（三坊七巷 - 罗星塔公园）；
主题乐园旅游专线：
△贵安旅游1号专线[原贵安桂湖旅游专线（五一广场）]（五一广场 - 贵安新天地）；
△浪浪浪水公园专线（白湖亭 - 浪浪浪水公园）；
城乡小巴士：
[原招手即停运行，而后改成靠站停靠。2010年4月28日，504、505最先开辟。]
501（金融学院 - 公交海峡会展中心西站）；
502（福州英华职业学校 - 鹭岭公交总站）；
△503（火车南站 - 上渡建材市场）；
△504（西门 - 西门）；
△505[由504、505合并]（公交仁德站- 西门）；
△505（三坊七巷）[由505、三坊七巷环线合并]（公交仁德站 - 西门）；
△三坊七巷环线（西门 - 西门）；
△506（金牛山公园- 厚美村委）；
△507[现147]（西山部队- 金山浦上公交枢纽站）；
△508（榕桦医院 - 公交鹤林站）；
509（江南水都永辉 - 公交集团亚峰停车场）；
△509支（上渡建材市场 - 上渡建材市场）；
△510（上街橄榄园下 - 金牛山公园）；
511（员工公寓 - 竹西村）；
△512（森林公园南门 - 后山村）；
△513[现143]（省立医院南院 - 省立医院）；
△515（公交鳌峰洲站 - 白湖亭）；
△516（博仕后购物广场 -华南女子学院）；
517（员工公寓 - 闽江一号）；
518（员工公寓- 地铁苏洋站）；
518支（员工公寓- 春风村）；
△519（尚干 - 辅翼）；
521（红旗环岛客运站- 东方学院）；
521东岐定时班车（红旗环岛客运站 - 东岐村）；
522（红旗环岛客运站 - 沙园新村）；
△522定前定时班车（轮渡码头 - 定前）；
523（红旗环岛客运站 - 龙台）；
△525[现145]（省直湖前小区 - 屏西新村北门）；
525（琅岐红旗环岛 - 龙台）；
△526（总院 - 总院）；
526（马尾琅岐码头 - 龙鼓海边）；
527[由512、527合并]（火车站北广场 - 动物园）；
△528（侯官村 -金牛山公园）；
529（福建对外经贸学院 - 下院公交总站）；
530（快安公交站 - 马尾青洲公交总站）；
513（计划搁浅，未开通）（福建对外经贸学院——长安工业区凌力集团）；
532（魁岐佳园 - 马尾青洲公交总站）；
536[原保利定时班车]（保利西江林语 - 金山公交总站）；
537[原顺托定时班车]（顺华乌龙江大区 - 尤溪洲西公交站）；
538（金牛山公园 - 大佳社区）；
地铁接驳6号专线（闽都大庄园 - 福州高新区海西园）；
地铁接驳7号专线（侯官村-公交大学城西停车场）； 
观光巴士（尤溪洲（东）公交站- 马尾青洲公交总站）；
△538（江口 - 海峡农副产品物流中心）；
△闽都大庄园接驳专线（闽都大庄园 - 公交大学城总站）；
△华润橡树湾特约定时班车（华润橡树湾 - 尤溪洲东公交站）；
△融侨旗山特约定时班车（融侨旗山 - 江南水都永辉）；
△东山新苑专线小巴士线路（东山新苑 - 福建工程学院）；
闽侯县域公交：
[即只在闽侯荆溪、白沙、甘蔗镇范围运行的公交线路。2010年7月1日，601、602最先开辟。]
601（员工公寓 - 员工公寓）；
602（员工公寓 - 员工公寓）；
603（白沙孔元村 - 大目溪保桥）；
603支（白沙 - 大目埕村委）；
605（员工公寓 - 员工公寓）；
606（员工公寓 - 关西村里王）；
607（员工公寓 - 三叠井）；
东部办公区定时班车：
东部3号线[尤溪洲东专线]（东部办公区 - 尤溪洲东公交站）；
东部4号线[西门专线]（东部办公区 - 西门）；
东部5号线[西门专线]（东部办公区 - 西门）；
东部6号线[西门专线]（东部办公区 - 西门）；
东部11号线[省军区专线]（东部办公区 - 省军区）；
东部12号线[世欧澜山专线]（东部办公区 - 世欧澜山）；
东部13号线[鹤林新城专线]（东部办公区 - 鹤林新城）；
东部20号线[白湖亭专线]（东部办公区 - 白湖亭）；
东部21号线[朝阳路专线]（东部办公区 - 港头（朝阳路））；
东部22号线[金山大道专线]（东部办公区 - 金山金桔站）；
东部24号线[行政服务中心专线]（东部办公区 - 市行政服务中心）；
东部25号线[市规划馆专线]（东部办公区 - 市规划馆）；
东部26号线[市规划馆专线]（东部办公区 - 市规划馆）；
东部27号线[大学城专线]（东部办公区 - 博仕后公馆）；
东部28号线[洪山桥小区专线]（东部办公区 - 洪山桥小区）；
常年设置的临时线：
春运期间福州大学至火车北站直达线（福大生活一区 - 火车站）；
春运期间福建工程学院至火车北站直达线（大学城福建工程学院 - 火车站）；
除夕夜下院到鼓山专线车（鼓山下院- 鼓山涌泉寺）；
“海交会”期间白湖亭至海峡会展中心西站区间专线（白湖亭 - 公交海峡会展中心西站）；
“海交会”期间火车南站至海峡会展中心西站区间专线（火车南站- 公交海峡会展中心西站）。
注：
①常年临时线、区间线、停运线路、东部办公区定时班车不计入总线路数。
②临时线、区间线通常没有赋予确定的线路名，如以上的41路周末区间车、51路春运期间临时加班车、113路海峡建材城线等。这类线路依据公交公司当时发布的公告内容、临时线公交车上放置的线路牌等信息命名。
③20路及51路夜间加班车发车时间为23:15，23：45。
④49路区间车时段为7：20-9：00、17：00-18：30。在8：30、8：45及17：40、18：10四个时段进行D区专线接送（即49路直达D区公交专线）。
⑤521路东岐定时班车在7:10、10:40、13:40、15:40由红旗环岛客运站发往东岐村，并原路返回。